# Phineas Gage

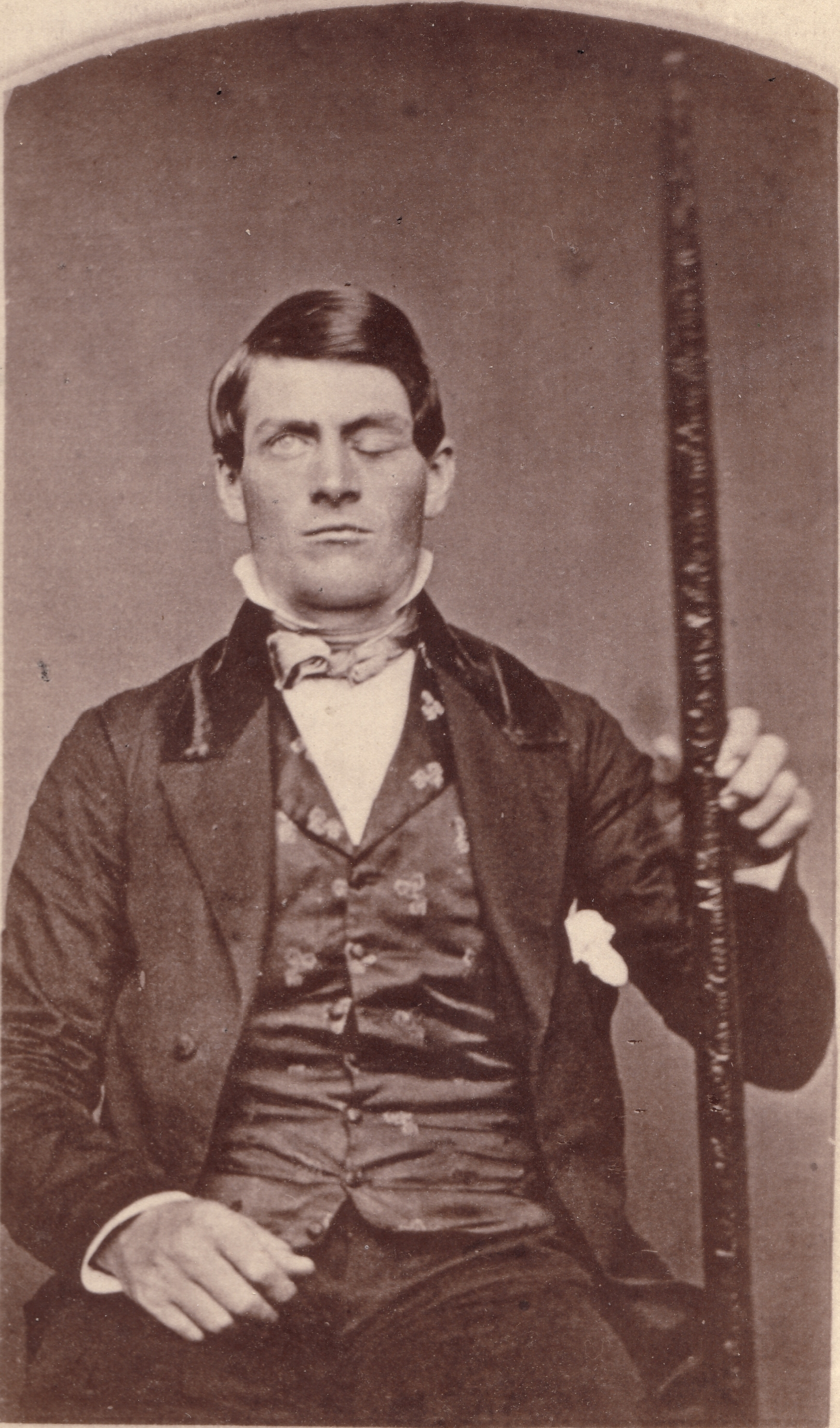
Phineas Gage mit der Eisenstange

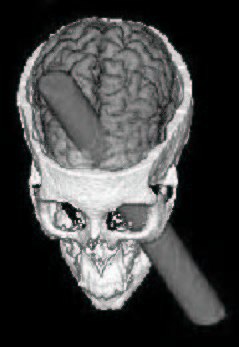
Computergenerierte Darstellung der Eisenstange im Schädel

Phineas P. Gage (* wahrscheinlich am 9. Juli 1823 in Lebanon, New Hampshire; † 21. Mai 1860 in San Francisco, Kalifornien) war ein US-amerikanischer Vorarbeiter, der durch seinen schweren Unfall bekannt wurde. Dieser ereignete sich am 13. September 1848 bei der amerikanischen Eisenbahngesellschaft Rutland & Burlington Railroad bei Cavendish, Vermont.
Bei einer von ihm durchgeführten Sprengung schoss eine etwa 1,10 m lange und 3 cm dicke Eisenstange von unten nach oben durch seinen Schädel und verursachte einen großen Wundkanal. Die Stange trat unterhalb des linken Wangenknochens in den Kopf ein und oben am Kopf wieder aus. Während des Unfalls blieb Gage bei Bewusstsein und war auch später in der Lage, über den gesamten Hergang des Unfalls zu berichten. Er überlebte den Unfall und die Wunden heilten, lediglich sein linkes Auge wurde durch den Unfall irreversibel zerstört.

## Folgen des Unfalls
Der Unfall von Phineas Gage und die daraus resultierende Läsion im präfrontalen Kortex war für die neurowissenschaftliche Forschung von großer Bedeutung. Nach Angaben seines Arztes John D. Harlow war er nach wenigen Wochen körperlich wiederhergestellt, und auch seine intellektuellen Fähigkeiten, einschließlich Wahrnehmung, Gedächtnis, Intelligenz, Sprachfähigkeit, sowie seine Motorik waren völlig intakt. In der Zeit nach dem Unfall kam es jedoch bei Gage zu auffälligen Persönlichkeitsveränderungen. Aus dem besonnenen, freundlichen und ausgeglichenen Gage wurde ein kindischer, impulsiver und unzuverlässiger Mensch. Dieses Krankheitsbild ist heutzutage in der Neurologie als Frontalhirnsyndrom bekannt.

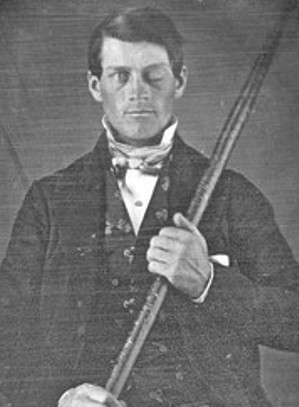
Phineas Gage (etwa 1848)

Gage litt nach dem Unfall immer wieder an epileptischen Anfällen und Fieberschüben. 1860 verlor er nach einem heftigen Krampfanfall das Bewusstsein und erlangte es nach einer Reihe von weiteren Krämpfen nicht wieder. Er starb am 21. Mai 1860. António Damásio ist der Ansicht, dass er einem Status epilepticus zum Opfer fiel. Sein Grab befindet sich auf dem Friedhof Cypress Lawn Memorial Park.

## Exhumierung
Im Jahr 1867 wurde der Körper von Gage exhumiert. Der Schädel sowie die seinerzeit mitbeigesetzte Eisenstange wurden im Museum der Harvard Medical School ausgestellt. 1994 wurde der Schädel an der Universität Iowa von Hanna Damásio gescannt und am Computer ein Gehirn simuliert, das in diesen Schädel passte. Anhand der Löcher im Schädel konnte so festgestellt werden, welche Hirnareale durch die Stange beschädigt wurden.
Ein Foto, das Gage mit Eisenstange und einem durch Lähmung des Oberlides verschlossenen linken Auge zeigt, wurde 2009 identifiziert, nachdem es sich jahrelang unbeachtet in Besitz eines Sammlers historischer Fotografien im US-Bundesstaat Maryland befunden hatte.

## Trivia
In der amerikanischen Netflix-Mysteryserie Stranger Things von 2017 (Staffel 2, Episode 3: Die Kaulquappe) nimmt ein Schullehrer mit seinen Schülern den Eisenstangen-Unfall von Phineas Gage als Thema im Unterricht durch.

## Galerie

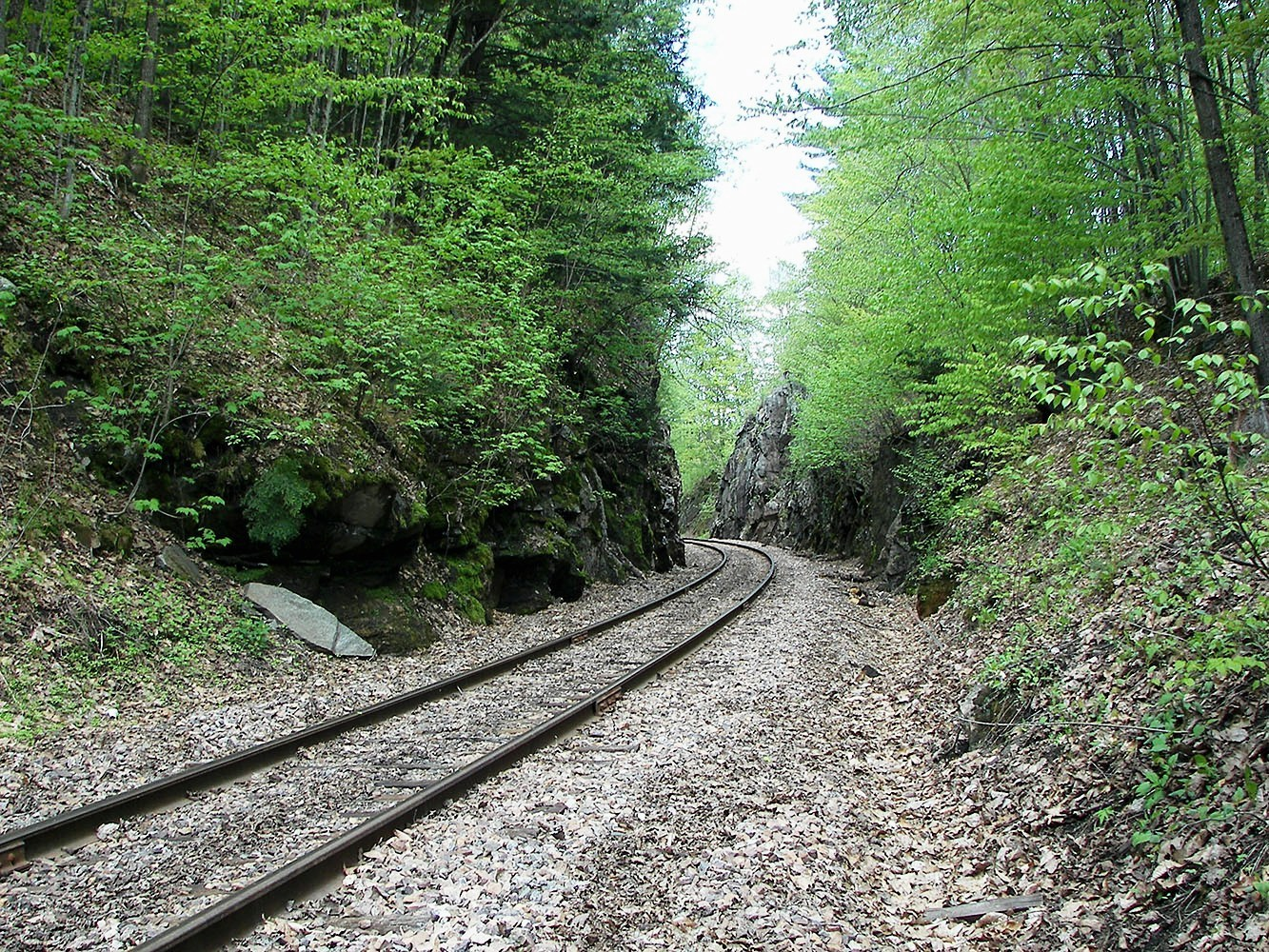
Beim Bau dieses Einschnitts (oder eines ähnlichen in unmittelbarer Nähe) für die Rutland & Burlington Railroad ereignete sich der Unfall
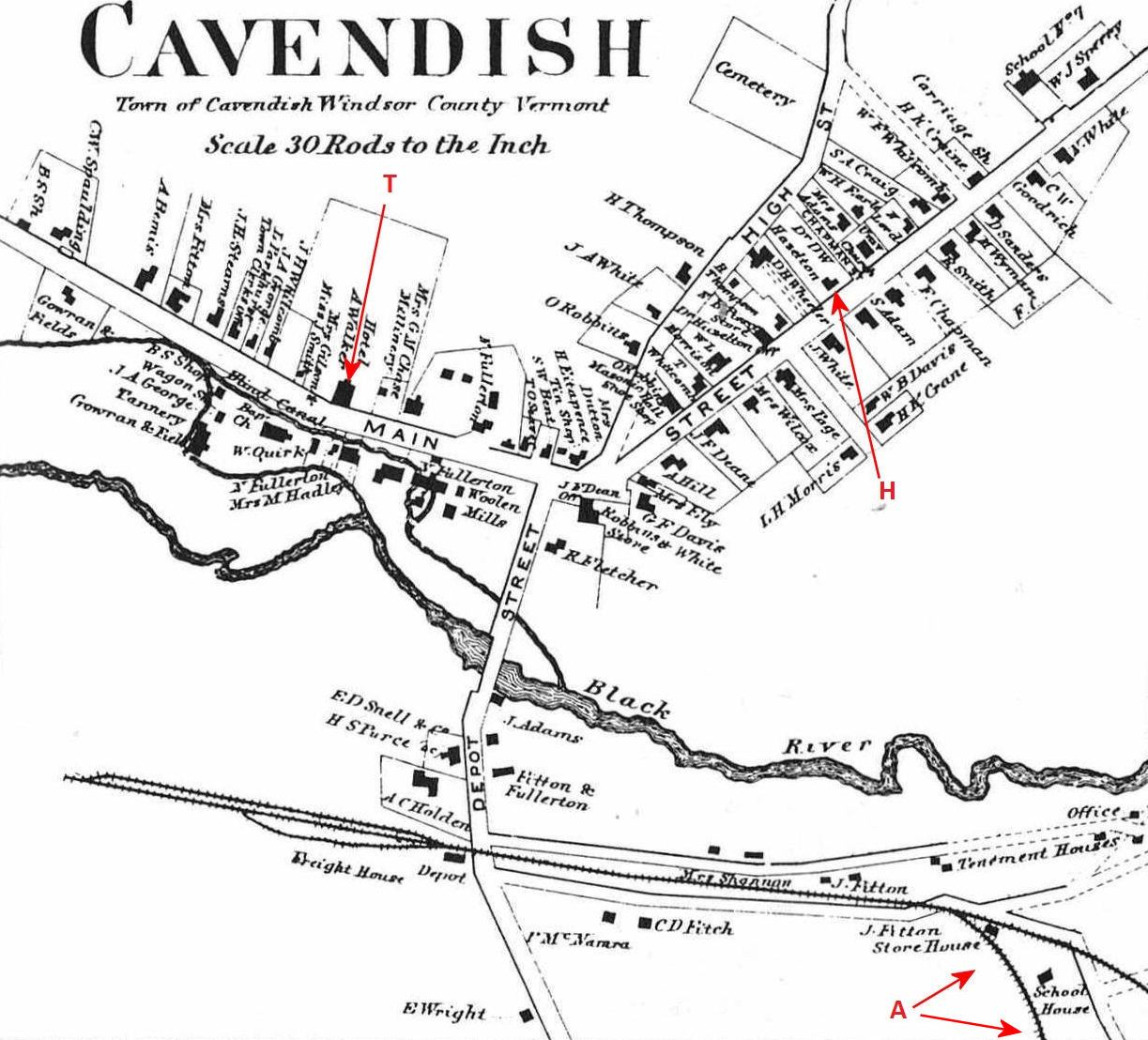
Karte des Unglücksortes (Zustand 20 Jahre später): (A) Unfallort; (T) Wohnung von Gage, zu der er unmittelbar nach dem Unfall gebracht wurde; (H) Wohnung des Arztes Edward H. Williams, der Gage etwa 30 Minuten nach dem Unfall operierte
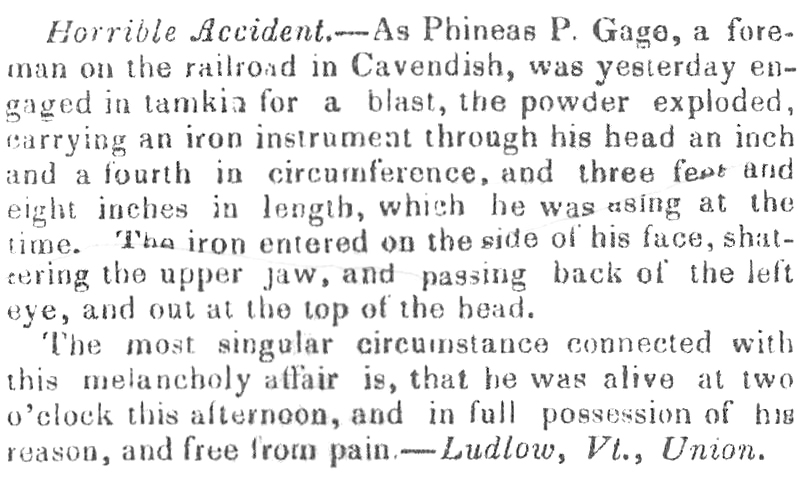
Erster bekannter Zeitungsbericht über den Unfall vom 21. September 1848 in der Boston Post
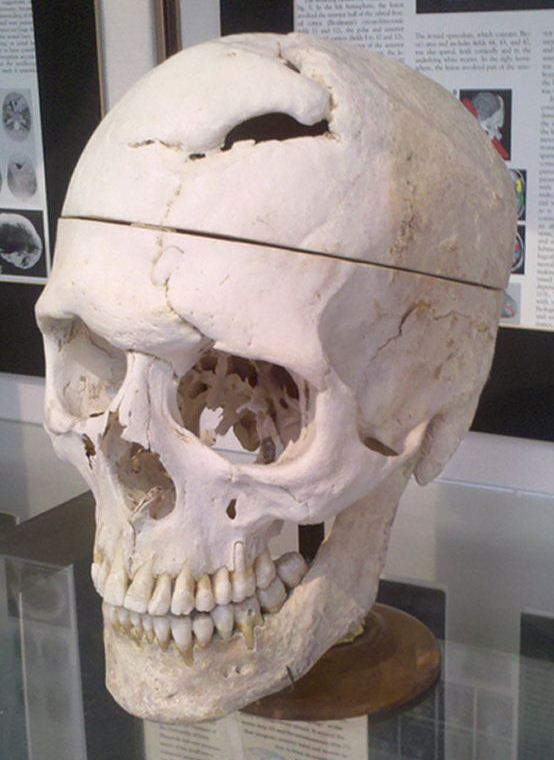
Schädel von Gage, ausgestellt im Warren Anatomical Museum der Harvard Medical School
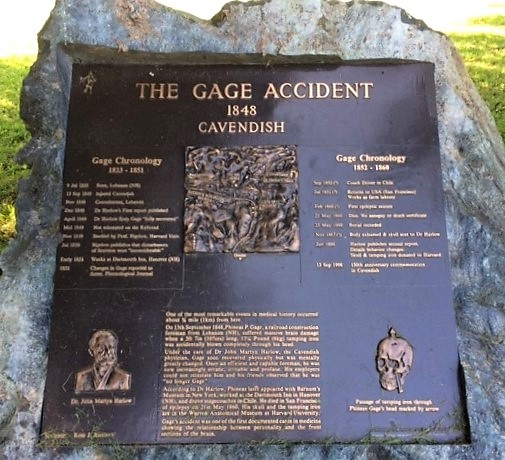
Anlässlich des 150. Jahrestages des Unfalls in Cavendish (Vermont) errichteter Gedenkstein